# باب الفراديس
باب الفراديس من أبواب دمشق القديمة في الجهة الشمالية للسور، بين باب السلام وباب الفرج ، نُسِب قديما إلى محلّة «الفراديس» خارجه، وفي العهدين اليوناني والروماني خصّص لكوكب عطارد الذي يمثّل الإله (هرمس). والباب مزدوج، داخلي وخارجي، جُدّد في العهد الأيوبي سنة 639 ه‍ ، ويعرف أيضا بباب العمارة، وبباب الفراديس الكبير .

## التسمية
وسُمّي باسم باب الفراديس لكثرة وكثافة البساتين المقابلة له قديما ويؤدي الباب إلى حي العمارة (أحد أحياء مدينة دمشق القديمة) وهو من الأبواب الأساسية في السور الروماني للمدينة وكان يُسمّى قديما باب عطارد نسبة إلى كوكب عطارد حيث كان لكل باب من أبواب دمشق اسم إحدى الكواكب أو النجوم أيام الرومان.

## تاريخ الباب
تم تجديد الباب في عدة فترات زمنية ومع التطور العمراني كان آخرها عام 1241 م أيام حكم الملك الصالح عماد الدين إسماعيل ويؤدّي باب الفراديس إلى سوق حي العمارة القديم وكذلك من جهه أخرى إلى حارات حي العمارة والشوارع المرصوفة بالحجارة والأبنية الأثرية.